# Vergiss Amerika
Vergiss Amerika è un film del 2000 diretto da Vanessa Jopp.